# Rosa de Carvalho Alvarenga
Dona Rosa de Carvalho Alvarenga, född på 1780-talet, död efter 1857, var en portugisisk affärsidkare och diplomat. Hon var även känd som Dona Rosa de Cacheu och Na Rosa ('Senhora Rosa'). 
Hon var dotter till portugisen Manuel de Carvalho Alvarenga från Cap Verde, kommendant på garnisonen i Ziguinchor i portugisiska Guinea-Bissau, och syster till guvernören Francisco de Carvalho Alvarenga; hennes mor är okänd men tros ha varit en afrikansk kvinna. Hon gifte sig med handlanden och ämbetshavaren Joao Pereira Barreto (1772-1829) och blev mor till Honorio Pereira Barreto (1813-1859). Hon tillhörde den afroportugisiska befolkning som utgjorde den ledande eliten i den portugisiska kolonin, där portugiser sedan länge enligt sed gifte sig med inhemska afrikanska kvinnor. 
Redan under sin makes levnadstid medverkade hon i familjens affärer, och efter makens död 1829 övertog hon dessa formellt. Hon ägde en kombinerad plantage (punta)- och handelsstation (baraka), vid floden Poilau de Leao, som år 1841 sades vara den enda i området. Hon ägde också en plantage på ön Santiago vid Cap Verde. Båda hennes företag sköttes med hjälp av slavar. Hon handlade med slavar, bivax, bomull och ris och utgjorde som sådan en viktig mellanhandel mellan portugiserna och den inhemska afrikanska befolkningen i inlandet. Hon hade en ledande ekonomisk betydelse, styrde ett av de största handelshusen i regionen och hade 1856 uppnått ett nära monopol på regionens slavhandel, då hon också räknades som regionens största slavägare. 
Dona Rosa de Carvalho Alvarenga spelade också en viktig diplomatisk roll, då hon agerade mellanhand mellan portugiserna i Ziguinchor, Cacheu och Farim och den afrikanska befolkningen och agerade diplomat mellan dess under krigshandlingarna på 1840-talet. Hon intog som sådan en viktig politisk roll och betraktades med stor respekt av de portugisiska myndigheterna. Hon stödde sin sons karriär, och han var guvernör 1830-59, och som sådan gynnade han sin mors affärsverksamhet. 
Hennes dödsår är okänt; traditionellt har det avrundats till 1850, men hon omnämns fortfarande i officiella dokument så sent som 1857. 